# Charchigné
Charchigné ist eine französische Gemeinde mit 455 Einwohnern (Stand: 1. Januar 2022) im Département Mayenne in der Region Pays de la Loire. Die Gemeinde gehört zum Kanton Lassay-les-Châteaux im Arrondissement Mayenne. Die Einwohner werden Charchignéens genannt.

## Geographie
Charchigné liegt etwa 55 Kilometer nordwestlich von Le Mans. An der westlichen Gemeindegrenze verläuft das Flüsschen Anglaine. Umgeben wird Charchigné von den Nachbargemeinden Chevaigné-du-Maine im Norden, Javron-les-Chapelles im Osten und Nordosten, Le Ham im Südosten, Le Ribay im Süden, Le Horps im Westen und Südwesten sowie Lassay-les-Châteaux im Westen und Nordwesten.

## Bevölkerungsentwicklung
| Jahr      | 1962 | 1968 | 1975 | 1982 | 1990 | 1999 | 2006 | 2019 |
| Einwohner | 430  | 439  | 393  | 375  | 363  | 396  | 472  | 464  |

## Sehenswürdigkeiten
- Kirche Sainte-Anne (auch: Kirche Saint-Pierre-Saint-Paul)
- Schloss Hauteville aus dem 18. Jahrhundert mit Kapelle

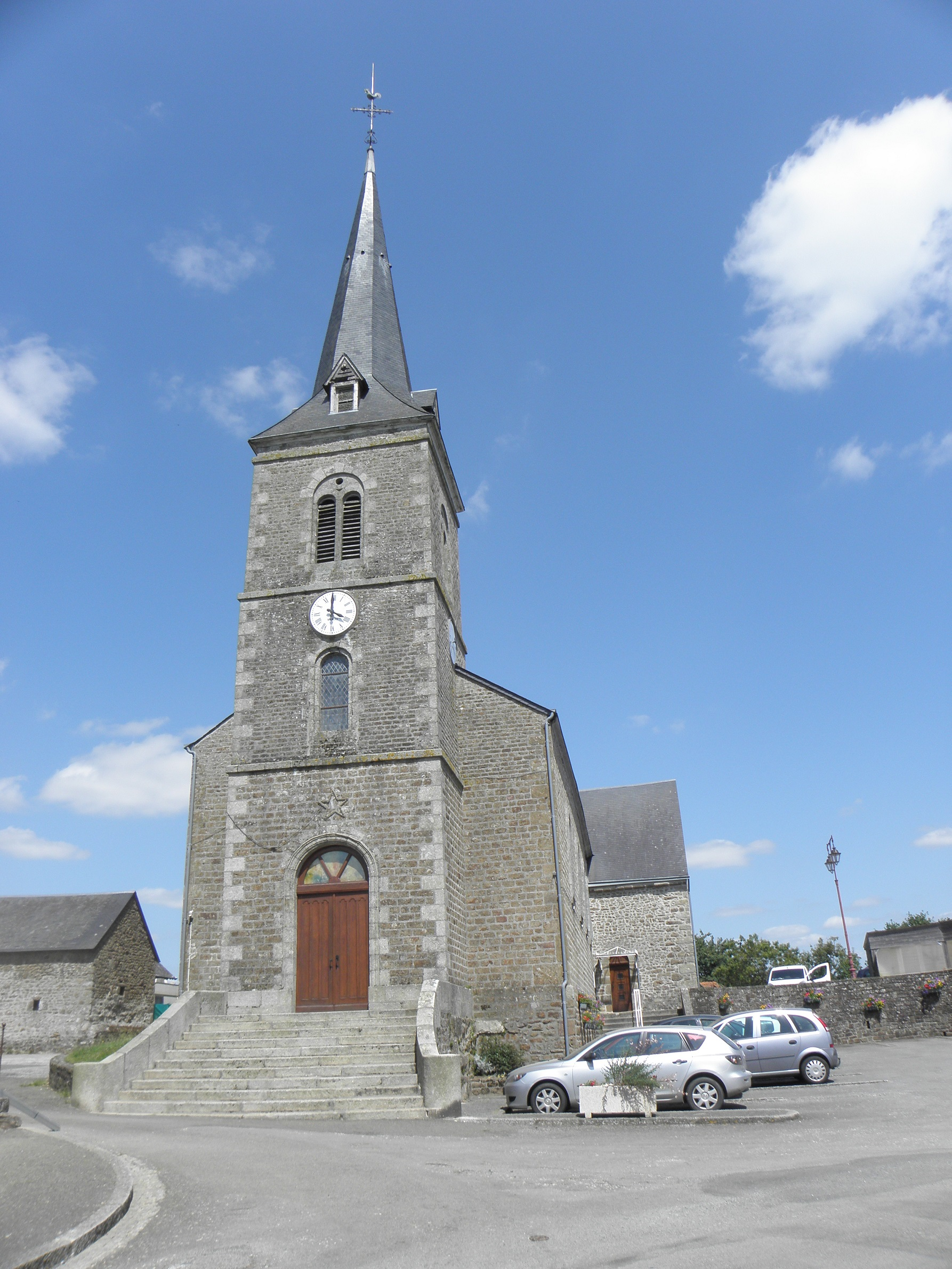
Kirche Saint-Pierre-Saint-Paul
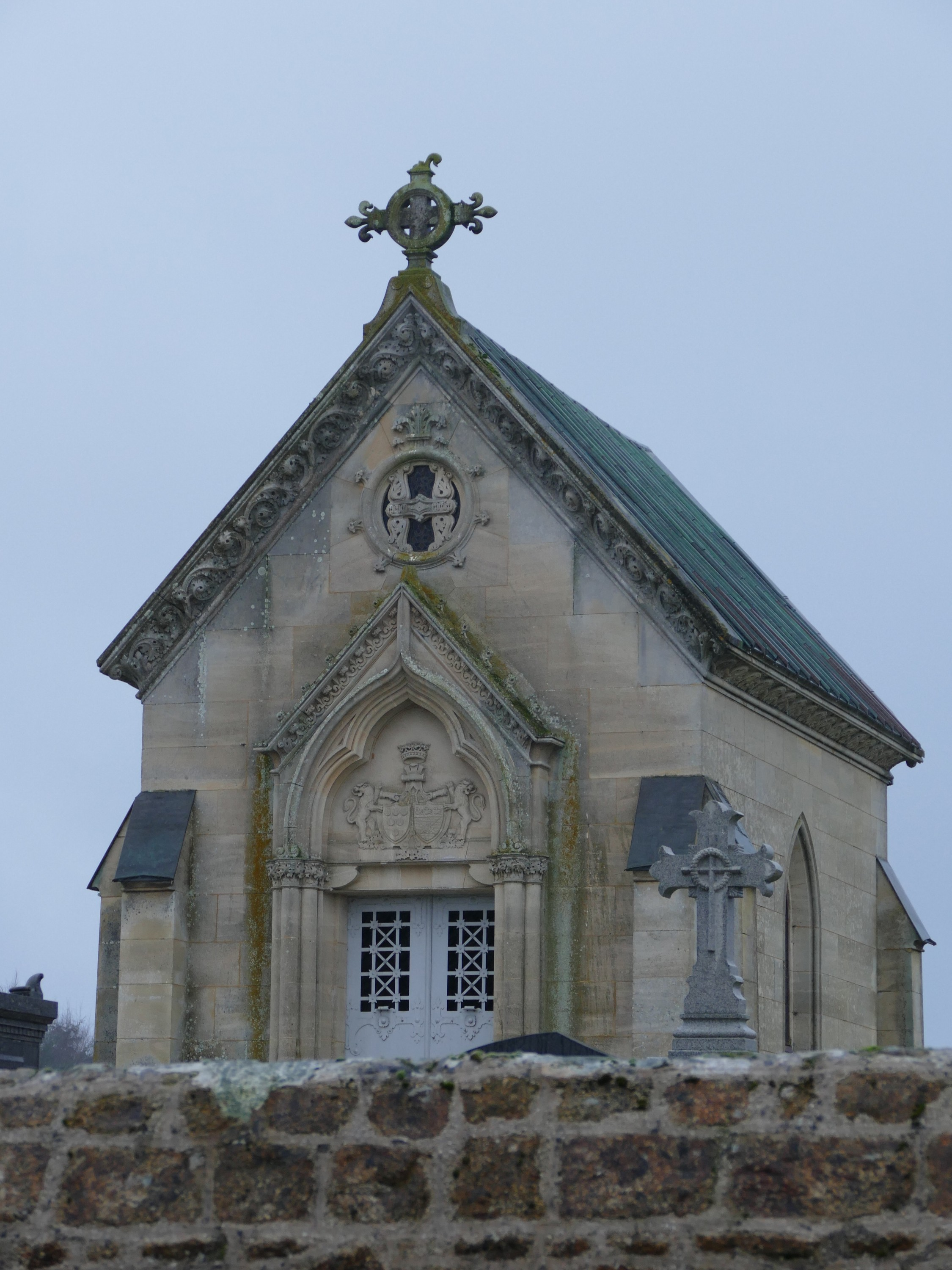
Kapelle am Schloss Hauteville